# پارک سیوتادلا
پارک سیوتادِی‌یا (کاتالان: Parc de la Ciutadella (تلفظ در کاتالان: [ˈpaɾɡ də lə siwtəˈðeʎə]) نام یک بوستان شهری در بارسلون، پایتخت منطقه خودمختار کاتالونیا در پادشاهی اسپانیا است. این پارک که در منتهی‌الیه شمال‌شرقی منطقه سویتاد بیا واقع شده‌است، در میانه سده ۱۹ میلادی ساخته شد و برای دهه‌ها تنها فضای سبز شهر به‌شمار می‌آمد.